# Exclusive (U2)
Exclusive è un EP digitale del gruppo rock irlandese U2, pubblicato esclusivamente per l'iTunes Music Store nel 2003. L'EP è il primo lavoro del gruppo ad essere pubblicato esclusivamente in formato digitale.

## Tracce
1. Stuck in a Moment You Can't Get Out Of (Acoustic) – 3:42
2. I Will Follow (Live from Boston) – 5:33
3. Beautiful Day (Live from Boston) – 4:53

## Formazione
- Bono – voce, chitarra (traccia 2)
- The Edge – chitarra, voce
- Adam Clayton – basso
- Larry Mullen Jr. - batteria